# Нікольський сільський округ (Алтайський район)
Ні́кольський сільський округ (каз. Никольск ауылдық округі, рос. Никольский сельский округ) — адміністративна одиниця у складі Алтайського району Східноказахстанської області Казахстану. Адміністративний центр — село Нікольськ.
Населення — 869 осіб (2021; 1581 у 2009, 2293 у 1999, 2573 у 1989).
Станом на 1989 рік існувала Нікольська сільська рада (села Алтайка, Бородіно, Кремнюха, Нікольське).

## Склад
До складу округу входять такі населені пункти:
| Населений пункт | Старі назви | Населення, осіб (1989) | Населення, осіб (1999) | Населення, осіб (2009) | Населення, осіб (2021) |
| --------------- | ----------- | ---------------------- | ---------------------- | ---------------------- | ---------------------- |
| Алтайка, село   | -           | 191                    | 187                    | 51                     | 36                     |
| Бородіно, село  | -           | 798                    | 801                    | 645                    | 395                    |
| Кремнюха, село  | -           | 345                    | 310                    | 231                    | 110                    |
| Нікольськ, село | Нікольське  | 1239                   | 995                    | 654                    | 328                    |